# Tirreno-Adriatico 2016
La 51e édition de Tirreno-Adriatico a eu lieu du 9 au 15 mars 2016. C'est la troisième épreuve de l'UCI World Tour 2016.
L'épreuve a été remportée par le Belge Greg Van Avermaet (BMC Racing), vainqueur de la sixième étape, qui s'impose une seconde devant le Slovaque Peter Sagan (Tinkoff) et 23 secondes devant le Luxembourgeois Bob Jungels (Etixx-Quick Step).
Peter Sagan s'adjuge le classement par points tandis que l'Italien Cesare Benedetti (Bora-Argon 18) gagne celui de la montagne. Bob Jungels finit meilleur jeune et la formation belge Etixx-Quick Step meilleure équipe.

## Présentation

### Parcours
Le parcours de cette édition est annoncé en décembre 2015 à Camaiore, où la course s'élance. La première étape est un contre-la-montre par équipes le long de la côte de 22,7 km. La deuxième étape est favorable aux coureurs de classiques et se termine par une ascension, alors que les troisième et quatrième étapes sont moins difficiles et conviennent aux sprinteurs. La cinquième étape est l'étape reine de la course : elle comprend cinq ascensions classées, l'arrivée étant jugée au sommet des 13 km du Mont San Vicino. La sixième étape est de nouveau favorable aux sprinteurs. La course se termine à San Benedetto del Tronto pour la cinquantième année consécutive avec un contre-la-montre individuel de 10,1 km pour la dernière étape.

### Équipes
En tant qu'épreuve World Tour, les dix-huit WorldTeams participent à la course. L'organisateur RCS Sport a communiqué la liste des cinq équipes invitées le 18 janvier 2016.
Vingt-trois équipes participent à ce Tirreno-Adriatico - dix-huit WorldTeams et cinq équipes continentales professionnelles : :
| UCI WorldTeams   | UCI WorldTeams | UCI WorldTeams |
| Nom de l'équipe  | Pays           | Code           |
| ---------------- | -------------- | -------------- |
| AG2R La Mondiale | France         | ALM            |
| Astana           | Kazakhstan     | AST            |
| BMC Racing       | États-Unis     | BMC            |
| Cannondale       | États-Unis     | CPT            |
| Dimension Data   | Afrique du Sud | DDD            |
| Etixx-Quick Step | Belgique       | EQS            |
| FDJ              | France         | FDJ            |
| Giant-Alpecin    | Allemagne      | TGA            |
| IAM              | Suisse         | IAM            |
| Katusha          | Russie         | KAT            |
| Lampre-Merida    | Italie         | LAM            |
| Lotto NL-Jumbo   | Pays-Bas       | TLJ            |
| Lotto-Soudal     | Belgique       | LTS            |
| Movistar         | Espagne        | MOV            |
| Orica-GreenEDGE  | Australie      | OGE            |
| Sky              | Royaume-Uni    | SKY            |
| Tinkoff          | Russie         | TNK            |
| Trek-Segafredo   | États-Unis     | TFS            |

| Équipes continentales professionnelles | Équipes continentales professionnelles | Équipes continentales professionnelles |
| Nom de l'équipe                        | Pays                                   | Code                                   |
| -------------------------------------- | -------------------------------------- | -------------------------------------- |
| Androni Giocattoli-Sidermec            | Italie                                 | AND                                    |
| Bardiani CSF                           | Italie                                 | BAR                                    |
| Bora-Argon 18                          | Allemagne                              | BOA                                    |
| Caja Rural-Seguros RGA                 | Espagne                                | CJR                                    |
| CCC Sprandi Polkowice                  | Pologne                                | CCC                                    |

## Étapes
| Étape     | Date    | Villes étapes                                       | type                         | Distance (km) | Vainqueur d'étape     | Leader du classement général |
| --------- | ------- | --------------------------------------------------- | ---------------------------- | ------------- | --------------------- | ---------------------------- |
| 1re étape | 9 mars  | Lido di Camaiore – Lido di Camaiore                 | contre-la-montre par équipes | 22,7          | BMC Racing Team       | Daniel Oss                   |
| 2e étape  | 10 mars | Camaiore – Pomarance                                | étape vallonnée              | 207           | Zdeněk Štybar         | Zdeněk Štybar                |
| 3e étape  | 11 mars | Castelnuovo di Val di Cecina – Montalto di Castro   | étape de plaine              | 176           | Fernando Gaviria      | Zdeněk Štybar                |
| 4e étape  | 12 mars | Montalto di Castro – Foligno                        | étape vallonnée              | 222           | Steve Cummings        | Zdeněk Štybar                |
| 5e étape  | 13 mars | Foligno – mont San Vicino                           | étape de montagne            | 178           | annulation de l'étape | Zdeněk Štybar                |
| 6e étape  | 14 mars | Castelraimondo – Cepagatti                          | étape vallonnée              | 210           | Greg Van Avermaet     | Greg Van Avermaet            |
| 7e étape  | 15 mars | San Benedetto del Tronto – San Benedetto del Tronto | contre-la-montre individuel  | 10,1          | Fabian Cancellara     | Greg Van Avermaet            |

## Déroulement de la course

### 1reétape
| Classement de l'étape | Classement de l'étape | Classement de l'étape | Classement de l'étape |
|                       | Équipe                | Pays                  | Temps                 |
| --------------------- | --------------------- | --------------------- | --------------------- |
| 1re                   | BMC Racing            | États-Unis            | en 23 min 55 s        |
| 2e                    | Etixx-Quick Step      | Belgique              | + 2 s                 |
| 3e                    | FDJ                   | France                | + 9 s                 |
| 4e                    | Tinkoff               | Russie                | + 11 s                |
| 5e                    | IAM                   | Suisse                | + 12 s                |
| 6e                    | Astana                | Kazakhstan            | + 15 s                |
| 7e                    | Trek-Segafredo        | États-Unis            | + 17 s                |
| 8e                    | Sky                   | Royaume-Uni           | + 21 s                |
| 9e                    | Orica-GreenEDGE       | Australie             | + 25 s                |
| 10e                   | Movistar              | Espagne               | + 29 s                |
| modifier              |                       |                       |                       |

| Classement général | Classement général | Classement général | Classement général | Classement général |
|                    | Coureur            | Pays               | Équipe             | Temps              |
| ------------------ | ------------------ | ------------------ | ------------------ | ------------------ |
| 1er                | Daniel Oss         | Italie             | BMC Racing         | en 23 min 55 s     |
| 2e                 | Tejay van Garderen | États-Unis         | BMC Racing         | + 0 s              |
| 3e                 | Greg Van Avermaet  | Belgique           | BMC Racing         | + 0 s              |
| 4e                 | Taylor Phinney     | États-Unis         | BMC Racing         | + 0 s              |
| 5e                 | Manuel Quinziato   | Italie             | BMC Racing         | + 0 s              |
| 6e                 | Damiano Caruso     | Italie             | BMC Racing         | + 0 s              |
| 7e                 | Gianluca Brambilla | Italie             | Etixx-Quick Step   | + 2 s              |
| 8e                 | Yves Lampaert      | Belgique           | Etixx-Quick Step   | + 2 s              |
| 9e                 | Bob Jungels        | Luxembourg         | Etixx-Quick Step   | + 2 s              |
| 10e                | Zdeněk Štybar      | Tchéquie           | Etixx-Quick Step   | + 2 s              |
| modifier           |                    |                    |                    |                    |

### 2eétape
| Classement de l'étape | Classement de l'étape | Classement de l'étape | Classement de l'étape | Classement de l'étape |
|                       | Coureur               | Pays                  | Équipe                | Temps                 |
| --------------------- | --------------------- | --------------------- | --------------------- | --------------------- |
| 1er                   | Zdeněk Štybar         | Tchéquie              | Etixx-Quick Step      | en 5 h 10 min 3 s     |
| 2e                    | Peter Sagan           | Slovaquie             | Tinkoff               | + 1 s                 |
| 3e                    | Edvald Boasson Hagen  | Norvège               | Dimension Data        | + 1 s                 |
| 4e                    | Simon Clarke          | Australie             | Cannondale            | + 1 s                 |
| 5e                    | Alejandro Valverde    | Espagne               | Movistar              | + 1 s                 |
| 6e                    | Vincenzo Nibali       | Italie                | Astana                | + 1 s                 |
| 7e                    | Greg Van Avermaet     | Belgique              | BMC Racing            | + 1 s                 |
| 8e                    | Tiesj Benoot          | Belgique              | Lotto-Soudal          | + 1 s                 |
| 9e                    | Michał Kwiatkowski    | Pologne               | Sky                   | + 1 s                 |
| 10e                   | Gianluca Brambilla    | Italie                | Etixx-Quick Step      | + 1 s                 |
| modifier              |                       |                       |                       |                       |

| Classement général | Classement général    | Classement général | Classement général | Classement général |
|                    | Coureur               | Pays               | Équipe             | Temps              |
| ------------------ | --------------------- | ------------------ | ------------------ | ------------------ |
| 1er                | Zdeněk Štybar         | Tchéquie           | Etixx-Quick Step   | en 5 h 33 min 50 s |
| 2e                 | Greg Van Avermaet     | Belgique           | BMC Racing         | + 9 s              |
| 3e                 | Tejay van Garderen    | États-Unis         | BMC Racing         | + 9 s              |
| 4e                 | Damiano Caruso        | Italie             | BMC Racing         | + 9 s              |
| 5e                 | Daniel Oss            | Italie             | BMC Racing         | + 9 s              |
| 6e                 | Gianluca Brambilla    | Italie             | Etixx-Quick Step   | + 11 s             |
| 7e                 | Bob Jungels           | Luxembourg         | Etixx-Quick Step   | + 11 s             |
| 8e                 | Peter Sagan           | Slovaquie          | Tinkoff            | + 14 s             |
| 9e                 | Thibaut Pinot         | France             | FDJ                | + 18 s             |
| 10e                | Sébastien Reichenbach | Suisse             | FDJ                | + 18 s             |
| modifier           |                       |                    |                    |                    |

### 3eétape
| Classement de l'étape | Classement de l'étape | Classement de l'étape | Classement de l'étape | Classement de l'étape |
|                       | Coureur               | Pays                  | Équipe                | Temps                 |
| --------------------- | --------------------- | --------------------- | --------------------- | --------------------- |
| 1er                   | Fernando Gaviria      | Colombie              | Etixx-Quick Step      | en 4 h 17 min 28 s    |
| 2e                    | Caleb Ewan            | Australie             | Orica-GreenEDGE       | m.t                   |
| 3e                    | Elia Viviani          | Italie                | Sky                   | m.t                   |
| 4e                    | Peter Sagan           | Slovaquie             | Tinkoff               | m.t                   |
| 5e                    | Leigh Howard          | Australie             | IAM                   | m.t                   |
| 6e                    | Giacomo Nizzolo       | Italie                | Trek-Segafredo        | m.t                   |
| 7e                    | Zico Waeytens         | Belgique              | Giant-Alpecin         | m.t                   |
| 8e                    | Sacha Modolo          | Italie                | Lampre-Merida         | m.t                   |
| 9e                    | Moreno Hofland        | Pays-Bas              | Lotto NL-Jumbo        | m.t                   |
| 10e                   | Nikias Arndt          | Allemagne             | Giant-Alpecin         | m.t                   |
| modifier              |                       |                       |                       |                       |

| Classement général | Classement général    | Classement général | Classement général | Classement général |
|                    | Coureur               | Pays               | Équipe             | Temps              |
| ------------------ | --------------------- | ------------------ | ------------------ | ------------------ |
| 1er                | Zdeněk Štybar         | Tchéquie           | Etixx-Quick Step   | en 9 h 51 min 18 s |
| 2e                 | Damiano Caruso        | Italie             | BMC Racing         | + 9 s              |
| 3e                 | Daniel Oss            | Italie             | BMC Racing         | + 9 s              |
| 4e                 | Tejay van Garderen    | États-Unis         | BMC Racing         | + 9 s              |
| 5e                 | Greg Van Avermaet     | Belgique           | BMC Racing         | + 9 s              |
| 6e                 | Gianluca Brambilla    | Italie             | Etixx-Quick Step   | + 11 s             |
| 7e                 | Bob Jungels           | Luxembourg         | Etixx-Quick Step   | + 11 s             |
| 8e                 | Peter Sagan           | Slovaquie          | Tinkoff            | + 14 s             |
| 9e                 | Thibaut Pinot         | France             | FDJ                | + 18 s             |
| 10e                | Sébastien Reichenbach | Suisse             | FDJ                | + 18 s             |
| modifier           |                       |                    |                    |                    |

### 4eétape
| Classement de l'étape | Classement de l'étape | Classement de l'étape | Classement de l'étape | Classement de l'étape |
|                       | Coureur               | Pays                  | Équipe                | Temps                 |
| --------------------- | --------------------- | --------------------- | --------------------- | --------------------- |
| 1er                   | Steve Cummings        | Royaume-Uni           | Dimension Data        | en 6 h 4 min 49 s     |
| 2e                    | Salvatore Puccio      | Italie                | Sky                   | + 13 s                |
| 3e                    | Natnael Berhane       | Érythrée              | Dimension Data        | + 13 s                |
| 4e                    | Daniel Moreno         | Espagne               | Movistar              | + 13 s                |
| 5e                    | Jan Bakelants         | Belgique              | AG2R La Mondiale      | + 13 s                |
| 6e                    | Matteo Montaguti      | Italie                | AG2R La Mondiale      | + 16 s                |
| 7e                    | Peter Sagan           | Slovaquie             | Tinkoff               | + 25 s                |
| 8e                    | Greg Van Avermaet     | Belgique              | BMC Racing            | + 25 s                |
| 9e                    | Tiesj Benoot          | Belgique              | Lotto-Soudal          | + 25 s                |
| 10e                   | Zdeněk Štybar         | Tchéquie              | Etixx-Quick Step      | + 25 s                |
| modifier              |                       |                       |                       |                       |

| Classement général | Classement général    | Classement général | Classement général | Classement général  |
|                    | Coureur               | Pays               | Équipe             | Temps               |
| ------------------ | --------------------- | ------------------ | ------------------ | ------------------- |
| 1er                | Zdeněk Štybar         | Tchéquie           | Etixx-Quick Step   | en 15 h 56 min 32 s |
| 2e                 | Damiano Caruso        | Italie             | BMC Racing         | + 9 s               |
| 3e                 | Greg Van Avermaet     | Belgique           | BMC Racing         | + 9 s               |
| 4e                 | Tejay van Garderen    | États-Unis         | BMC Racing         | + 9 s               |
| 5e                 | Bob Jungels           | Luxembourg         | Etixx-Quick Step   | + 11 s              |
| 6e                 | Gianluca Brambilla    | Italie             | Etixx-Quick Step   | + 11 s              |
| 7e                 | Peter Sagan           | Slovaquie          | Tinkoff            | + 14 s              |
| 8e                 | Thibaut Pinot         | France             | FDJ                | + 18 s              |
| 9e                 | Sébastien Reichenbach | Suisse             | FDJ                | + 18 s              |
| 10e                | Roman Kreuziger       | Tchéquie           | Tinkoff            | + 20 s              |
| modifier           |                       |                    |                    |                     |

### 5eétape
L'étape est annulée à cause des conditions climatiques.

### 6eétape
| Classement de l'étape | Classement de l'étape | Classement de l'étape | Classement de l'étape | Classement de l'étape |
|                       | Coureur               | Pays                  | Équipe                | Temps                 |
| --------------------- | --------------------- | --------------------- | --------------------- | --------------------- |
| 1er                   | Greg Van Avermaet     | Belgique              | BMC Racing            | en 4 h 34 min 14 s    |
| 2e                    | Peter Sagan           | Slovaquie             | Tinkoff               | + 0 s                 |
| 3e                    | Michał Kwiatkowski    | Pologne               | Sky                   | + 2 s                 |
| 4e                    | Zdeněk Štybar         | Tchéquie              | Etixx-Quick Step      | + 4 s                 |
| 5e                    | Caleb Ewan            | Australie             | Orica-GreenEDGE       | + 7 s                 |
| 6e                    | Alejandro Valverde    | Espagne               | Movistar              | + 7 s                 |
| 7e                    | Sacha Modolo          | Italie                | Lampre-Merida         | + 7 s                 |
| 8e                    | Jürgen Roelandts      | Belgique              | Lotto-Soudal          | + 7 s                 |
| 9e                    | Sonny Colbrelli       | Italie                | Bardiani CSF          | + 7 s                 |
| 10e                   | Moreno Hofland        | Pays-Bas              | Lotto NL-Jumbo        | + 7 s                 |
| modifier              |                       |                       |                       |                       |

| Classement général | Classement général    | Classement général | Classement général | Classement général  |
|                    | Coureur               | Pays               | Équipe             | Temps               |
| ------------------ | --------------------- | ------------------ | ------------------ | ------------------- |
| 1er                | Greg Van Avermaet     | Belgique           | BMC Racing         | en 20 h 30 min 43 s |
| 2e                 | Zdeněk Štybar         | Tchéquie           | Etixx-Quick Step   | + 7 s               |
| 3e                 | Peter Sagan           | Slovaquie          | Tinkoff            | + 8 s               |
| 4e                 | Bob Jungels           | Luxembourg         | Etixx-Quick Step   | + 21 s              |
| 5e                 | Gianluca Brambilla    | Italie             | Etixx-Quick Step   | + 21 s              |
| 6e                 | Thibaut Pinot         | France             | FDJ                | + 28 s              |
| 7e                 | Sébastien Reichenbach | Suisse             | FDJ                | + 28 s              |
| 8e                 | Roman Kreuziger       | Tchéquie           | Tinkoff            | + 30 s              |
| 9e                 | Michał Kwiatkowski    | Pologne            | Sky                | + 31 s              |
| 10e                | Vincenzo Nibali       | Italie             | Astana             | + 34 s              |
| modifier           |                       |                    |                    |                     |

### 7eétape
| Classement de l'étape | Classement de l'étape | Classement de l'étape | Classement de l'étape | Classement de l'étape |
|                       | Coureur               | Pays                  | Équipe                | Temps                 |
| --------------------- | --------------------- | --------------------- | --------------------- | --------------------- |
| 1er                   | Fabian Cancellara     | Suisse                | Trek-Segafredo        | en 11 min 8 s         |
| 2e                    | Johan Le Bon          | France                | FDJ                   | + 13 s                |
| 3e                    | Tony Martin           | Allemagne             | Etixx-Quick Step      | + 15 s                |
| 4e                    | Alex Dowsett          | Royaume-Uni           | Movistar              | + 15 s                |
| 5e                    | Maciej Bodnar         | Pologne               | Tinkoff               | + 17 s                |
| 6e                    | Alexandre Geniez      | France                | FDJ                   | + 18 s                |
| 7e                    | Edvald Boasson Hagen  | Norvège               | Dimension Data        | + 19 s                |
| 8e                    | Vasil Kiryienka       | Biélorussie           | Sky                   | + 20 s                |
| 9e                    | Damiano Caruso        | Italie                | BMC Racing            | + 22 s                |
| 10e                   | Peter Sagan           | Slovaquie             | Tinkoff               | + 24 s                |
| modifier              |                       |                       |                       |                       |

## Classements finals

### Classement général final
| Classement général final | Classement général final | Classement général final | Classement général final | Classement général final |
|                          | Coureur                  | Pays                     | Équipe                   | Temps                    |
| ------------------------ | ------------------------ | ------------------------ | ------------------------ | ------------------------ |
| 1er                      | Greg Van Avermaet        | Belgique                 | BMC Racing               | en 20 h 42 min 22 s      |
| 2e                       | Peter Sagan              | Slovaquie                | Tinkoff                  | + 1 s                    |
| 3e                       | Bob Jungels              | Luxembourg               | Etixx-Quick Step         | + 23 s                   |
| 4e                       | Sébastien Reichenbach    | Suisse                   | FDJ                      | + 24 s                   |
| 5e                       | Thibaut Pinot            | France                   | FDJ                      | + 24 s                   |
| 6e                       | Vincenzo Nibali          | Italie                   | Astana                   | + 29 s                   |
| 7e                       | Zdeněk Štybar            | Tchéquie                 | Etixx-Quick Step         | + 33 s                   |
| 8e                       | Michał Kwiatkowski       | Pologne                  | Sky                      | + 39 s                   |
| 9e                       | Bauke Mollema            | Pays-Bas                 | Trek-Segafredo           | + 45 s                   |
| 10e                      | Roman Kreuziger          | Tchéquie                 | Tinkoff                  | + 48 s                   |
| modifier                 |                          |                          |                          |                          |

### Classements annexes
| Classement par points | Classement par points | Classement par points | Classement par points | Classement par points |
| --------------------- | --------------------- | --------------------- | --------------------- | --------------------- |
|                       | Coureur               | Pays                  | Équipe                | Point(s)              |
| 1er                   | Peter Sagan           | Slovaquie             | Tinkoff               | 27 points             |
| 2e                    | Greg Van Avermaet     | Belgique              | BMC Racing            | 22 pts                |
| 3e                    | Zdeněk Štybar         | Tchéquie              | Etixx-Quick Step      | 20 pts                |
| modifier              |                       |                       |                       |                       |

| Classement de la montagne | Classement de la montagne | Classement de la montagne | Classement de la montagne | Classement de la montagne |
| ------------------------- | ------------------------- | ------------------------- | ------------------------- | ------------------------- |
|                           | Coureur                   | Pays                      | Équipe                    | Point(s)                  |
| 1er                       | Cesare Benedetti          | Italie                    | Bora-Argon 18             | 11 points                 |
| 2e                        | Federico Zurlo            | Italie                    | Lampre-Merida             | 10 pts                    |
| 3e                        | Valerio Conti             | Italie                    | Lampre-Merida             | 8 pts                     |
| modifier                  |                           |                           |                           |                           |

| Classement du meilleur jeune | Classement du meilleur jeune | Classement du meilleur jeune | Classement du meilleur jeune | Classement du meilleur jeune |
|                              | Coureur                      | Pays                         | Équipe                       | Temps                        |
| ---------------------------- | ---------------------------- | ---------------------------- | ---------------------------- | ---------------------------- |
| 1er                          | Bob Jungels                  | Luxembourg                   | Etixx-Quick Step             | en 20 h 42 min 45 s          |
| 2e                           | Adam Yates                   | Royaume-Uni                  | Orica-GreenEDGE              | + 48 s                       |
| 3e                           | Natnael Berhane              | Érythrée                     | Dimension Data               | + 2 min 45 s                 |
| modifier                     |                              |                              |                              |                              |

| Classement par équipes | Classement par équipes | Classement par équipes | Classement par équipes |
|                        | Équipe                 | Pays                   | Temps                  |
| ---------------------- | ---------------------- | ---------------------- | ---------------------- |
| 1re                    | Etixx-Quick Step       | Belgique               | en 61 h 19 min 51 s    |
| 2e                     | Movistar               | Espagne                | + 21 s                 |
| 3e                     | Sky                    | Royaume-Uni            | + 38 s                 |
| modifier               |                        |                        |                        |

### UCI World Tour
Ce Tirreno-Adriatico attribue des points pour l'UCI World Tour 2016, par équipes uniquement aux équipes ayant un label WorldTeam, individuellement uniquement aux coureurs des équipes ayant un label WorldTeam.
| Position           | 1er | 2e | 3e | 4e | 5e | 6e | 7e | 8e | 9e | 10e |
| Classement général | 100 | 80 | 70 | 60 | 50 | 40 | 30 | 20 | 10 | 4   |
| Par étape          | 6   | 4  | 2  | 1  | 1  |    |    |    |    |     |

| Rang | Coureur               | Équipe           | Points |
| ---- | --------------------- | ---------------- | ------ |
| 1    | Greg Van Avermaet     | BMC Racing       | 106    |
| 2    | Peter Sagan           | Tinkoff          | 89     |
| 3    | Bob Jungels           | Etixx-Quick Step | 70     |
| 4    | Sébastien Reichenbach | FDJ              | 60     |
| 5    | Thibaut Pinot         | FDJ              | 50     |
| 6    | Vincenzo Nibali       | Astana           | 40     |
| 7    | Zdeněk Štybar         | Etixx-Quick Step | 31     |
| 8    | Michał Kwiatkowski    | Sky              | 22     |
| 9    | Bauke Mollema         | Trek-Segafredo   | 10     |
| 10   | Fabian Cancellara     | Trek-Segafredo   | 6      |
| 10   | Steve Cummings        | Dimension Data   | 6      |
| 10   | Fernando Gaviria      | Etixx-Quick Step | 6      |
| 13   | Caleb Ewan            | Orica-GreenEDGE  | 5      |
| 14   | Roman Kreuziger       | Tinkoff          | 4      |
| 14   | Johan Le Bon          | FDJ              | 4      |
| 14   | Salvatore Puccio      | Sky              | 4      |
| 17   | Natnael Berhane       | Dimension Data   | 2      |
| 17   | Edvald Boasson Hagen  | Dimension Data   | 2      |
| 17   | Tony Martin           | Etixx-Quick Step | 2      |
| 17   | Elia Viviani          | Sky              | 2      |
| 21   | Jan Bakelants         | AG2R La Mondiale | 1      |
| 21   | Maciej Bodnar         | Tinkoff          | 1      |
| 21   | Simon Clarke          | Cannondale       | 1      |
| 21   | Alex Dowsett          | Movistar         | 1      |
| 21   | Leigh Howard          | IAM              | 1      |
| 21   | Daniel Moreno         | Movistar         | 1      |
| 21   | Alejandro Valverde    | Movistar         | 1      |

#### Classement individuel
Ci-dessous, le classement individuel de l'UCI World Tour à l'issue de la course,.
| Rang | Coureur           | Équipe           | Points |
| ---- | ----------------- | ---------------- | ------ |
| 1    | Richie Porte      | BMC Racing       | 159    |
| 2    | Sergio Henao      | Sky              | 115    |
| 3    | Simon Gerrans     | Orica-GreenEDGE  | 112    |
| 4    | Greg Van Avermaet | BMC Racing       | 106    |
| 5    | Geraint Thomas    | Sky              | 104    |
| 6    | Peter Sagan       | Tinkoff          | 89     |
| 7    | Alberto Contador  | Tinkoff          | 86     |
| 8    | Bob Jungels       | Etixx-Quick Step | 70     |
| 9    | Jay McCarthy      | Tinkoff          | 68     |
| 10   | Ilnur Zakarin     | Katusha          | 66     |

#### Classement par pays
Ci-dessous, le classement par pays de l'UCI World Tour à l'issue de la course ainsi que le classement actualisé à la suite de l'annulation des résultats du Britannique Simon Yates (Orica-GreenEDGE) sur Paris-Nice.
| Rang | Pays        | Points |
| ---- | ----------- | ------ |
| 1    | Australie   | 372    |
| 2    | Espagne     | 199    |
| 3    | Royaume-Uni | 151    |
| 4    | Colombie    | 121    |
| 5    | Belgique    | 118    |
| 6    | France      | 92     |
| 7    | Slovaquie   | 89     |
| 8    | Italie      | 83     |
| 9    | Suisse      | 78     |
| 10   | Luxembourg  | 70     |

| Rang | Pays        | Points |
| ---- | ----------- | ------ |
| 1    | Australie   | 372    |
| 2    | Espagne     | 199    |
| 3    | Colombie    | 121    |
| 4    | Royaume-Uni | 121    |
| 5    | Belgique    | 118    |
| 6    | France      | 92     |
| 7    | Slovaquie   | 89     |
| 8    | Italie      | 83     |
| 9    | Suisse      | 78     |
| 10   | Luxembourg  | 70     |

#### Classement par équipes
Ci-dessous, le classement par équipes de l'UCI World Tour à l'issue de la course ainsi que le classement actualisé à la suite de l'annulation des résultats du Britannique Simon Yates (Orica-GreenEDGE) sur Paris-Nice.
| Rang | Équipe           | Points |
| ---- | ---------------- | ------ |
| 1    | BMC Racing       | 272    |
| 2    | Sky              | 253    |
| 3    | Tinkoff          | 249    |
| 4    | Orica-GreenEDGE  | 176    |
| 5    | FDJ              | 132    |
| 6    | Etixx-Quick Step | 116    |
| 7    | Movistar         | 94     |
| 8    | Katusha          | 73     |
| 9    | Cannondale       | 63     |
| 10   | Lotto-Soudal     | 50     |

| Rang | Équipe           | Points |
| ---- | ---------------- | ------ |
| 1    | BMC Racing       | 272    |
| 2    | Sky              | 253    |
| 3    | Tinkoff          | 249    |
| 4    | Orica-GreenEDGE  | 145    |
| 5    | FDJ              | 132    |
| 6    | Etixx-Quick Step | 116    |
| 7    | Movistar         | 94     |
| 8    | Katusha          | 73     |
| 9    | Cannondale       | 63     |
| 10   | Lotto-Soudal     | 50     |

## Évolution des classements
| Étape              | Vainqueur          | Classement général | Classement par points | Classement de la montagne | Classement du meilleur jeune | Classement par équipes |
| ------------------ | ------------------ | ------------------ | --------------------- | ------------------------- | ---------------------------- | ---------------------- |
| 1                  | BMC Racing         | Daniel Oss         | Non décerné           | Non décerné               | Yves Lampaert                | BMC Racing             |
| 2                  | Zdeněk Štybar      | Zdeněk Štybar      | Zdeněk Štybar         | Zdeněk Štybar             | Bob Jungels                  | BMC Racing             |
| 3                  | Fernando Gaviria   | Zdeněk Štybar      | Peter Sagan           | Zdeněk Štybar             | Bob Jungels                  | BMC Racing             |
| 4                  | Steve Cummings     | Zdeněk Štybar      | Peter Sagan           | Cesare Benedetti          | Bob Jungels                  | BMC Racing             |
| 5                  | Étape annulée      | Zdeněk Štybar      | Peter Sagan           | Cesare Benedetti          | Bob Jungels                  | BMC Racing             |
| 6                  | Greg Van Avermaet  | Greg Van Avermaet  | Peter Sagan           | Cesare Benedetti          | Bob Jungels                  | Etixx-Quick Step       |
| 7                  | Fabian Cancellara  | Greg Van Avermaet  | Peter Sagan           | Cesare Benedetti          | Bob Jungels                  | Etixx-Quick Step       |
| Classements finals | Classements finals | Greg Van Avermaet  | Peter Sagan           | Cesare Benedetti          | Bob Jungels                  | Etixx-Quick Step       |

## Liste des participants
- Liste de départ complète

| Légende                             | Légende                                                                                                  | Légende                                | Légende                                                                                                  |
| ----------------------------------- | --- | -------------------------------------- | --- |
| Num                                 | Dossard de départ porté par le coureur sur ce Tirreno-Adriatico                                          | Pos                                    | Position finale au classement général                                                                    |
| Leader du classement général        | Indique le vainqueur du classement général                                                               | Leader du classement par points        | Indique le vainqueur du classement par points                                                            |
| Leader du classement de la montagne | Indique le vainqueur du classement de la montagne                                                        | Leader du classement du meilleur jeune | Indique le vainqueur du classement du meilleur jeune                                                     |
|                                     | Indique un maillot de champion national ou mondial, suivi de sa spécialité                               | #                                      | Indique la meilleure équipe                                                                              |
| NP                                  | Indique un coureur qui n'a pas pris le départ d'une étape, suivi du numéro de l'étape où il s'est retiré | AB                                     | Indique un coureur qui n'a pas terminé une étape, suivi du numéro de l'étape où il s'est retiré          |
| HD                                  | Indique un coureur qui a terminé une étape hors des délais, suivi du numéro de l'étape                   | *                                      | Indique un coureur en lice pour le classement du meilleur jeune (coureurs nés après le 1er janvier 1991) |

| Tinkoff TNK                         | Tinkoff TNK                     | Tinkoff TNK |
| ----------------------------------- | ------------------------------- | ----------- |
| Num                                 | Coureur                         | Pos         |
| 1                                   | Peter Sagan (SVK) (Route) (Clm) | 2e          |
| 2                                   | Daniele Bennati (ITA)           | 70e         |
| 3                                   | Adam Blythe (GBR)               | HD-7        |
| 4                                   | Manuele Boaro (ITA)             | 86e         |
| 5                                   | Maciej Bodnar (POL)             | 108e        |
| 6                                   | Oscar Gatto (ITA)               | 48e         |
| 7                                   | Roman Kreuziger (CZE)           | 10e         |
| 8                                   | Evgueni Petrov (RUS)            | 166e        |
| Directeur sportif : Lars Michaelsen |                                 |             |

| AG2R La Mondiale ALM                 | AG2R La Mondiale ALM         | AG2R La Mondiale ALM |
| ------------------------------------ | ---------------------------- | -------------------- |
| Num                                  | Coureur                      | Pos                  |
| 11                                   | Domenico Pozzovivo (ITA)     | 32e                  |
| 12                                   | Jan Bakelants (BEL)          | 21e                  |
| 13                                   | Hugo Houle (CAN) (Clm)       | 122e                 |
| 14                                   | Matteo Montaguti (ITA)       | 38e                  |
| 15                                   | Jean-Christophe Péraud (FRA) | 24e                  |
| 16                                   | Christophe Riblon (FRA)      | 97e                  |
| 17                                   | Jesse Sergent (NZL)          | 138e                 |
| 18                                   | Sébastien Turgot (FRA)       | 100e                 |
| Directeur sportif : Artūras Kasputis |                              |                      |

| Androni Giocattoli-Sidermec AND     | Androni Giocattoli-Sidermec AND | Androni Giocattoli-Sidermec AND |
| ----------------------------------- | ------------------------------- | ------------------------------- |
| Num                                 | Coureur                         | Pos                             |
| 21                                  | Franco Pellizotti (ITA)         | 58e                             |
| 22                                  | Giorgio Cecchinel (ITA)         | 171e                            |
| 23                                  | Marco Frapporti (ITA)           | AB-4                            |
| 24                                  | Francesco Gavazzi (ITA)         | 56e                             |
| 25                                  | Marco Bandiera (ITA)            | 144e                            |
| 26                                  | Mirko Selvaggi (ITA)            | HD-7                            |
| 27                                  | Rodolfo Torres (COL)            | 44e                             |
| 28                                  | Davide Viganò (ITA)             | 102e                            |
| Directeur sportif : Giovanni Ellena |                                 |                                 |

| Astana AST                          | Astana AST                  | Astana AST |
| ----------------------------------- | --------------------------- | ---------- |
| Num                                 | Coureur                     | Pos        |
| 31                                  | Vincenzo Nibali (ITA)       | 6e         |
| 32                                  | Valerio Agnoli (ITA)        | 114e       |
| 33                                  | Eros Capecchi (ITA)         | 140e       |
| 34                                  | Jakob Fuglsang (DEN)        | 13e        |
| 35                                  | Andriy Grivko (UKR)         | 39e        |
| 36                                  | Bakhtiyar Kozhatayev (KAZ)* | 71e        |
| 37                                  | Michele Scarponi (ITA)      | NP-7       |
| 38                                  | Gatis Smukulis (LAT) (Clm)  | 151e       |
| Directeur sportif : Alexandr Shefer |                             |            |

| Bardiani CSF BAR                      | Bardiani CSF BAR                 | Bardiani CSF BAR |
| ------------------------------------- | -------------------------------- | ---------------- |
| Num                                   | Coureur                          | Pos              |
| 41                                    | Sonny Colbrelli (ITA)            | 62e              |
| 42                                    | Simone Andreetta (ITA)*          | 160e             |
| 43                                    | Enrico Barbin (ITA)              | 156e             |
| 44                                    | Nicola Boem (ITA)                | 161e             |
| 45                                    | Francesco Manuel Bongiorno (ITA) | 167e             |
| 46                                    | Stefano Pirazzi (ITA)            | 136e             |
| 47                                    | Lorenzo Rota (ITA)*              | 110e             |
| 48                                    | Alessandro Tonelli (ITA)*        | 170e             |
| Directeur sportif : Roberto Reverberi |                                  |                  |

| BMC Racing BMC                          | BMC Racing BMC             | BMC Racing BMC |
| --------------------------------------- | -------------------------- | -------------- |
| Num                                     | Coureur                    | Pos            |
| 51                                      | Tejay van Garderen (USA)   | 25e            |
| 52                                      | Damiano Caruso (ITA)       | 11e            |
| 53                                      | Alessandro De Marchi (ITA) | 101e           |
| 54                                      | Jempy Drucker (LUX)        | 154e           |
| 55                                      | Daniel Oss (ITA)           | 104e           |
| 56                                      | Taylor Phinney (USA)       | 155e           |
| 57                                      | Manuel Quinziato (ITA)     | 152e           |
| 58                                      | Greg Van Avermaet (BEL)    | 1er            |
| Directeur sportif : Maximilian Sciandri |                            |                |

| Bora-Argon 18 BOA                    | Bora-Argon 18 BOA               | Bora-Argon 18 BOA |
| ------------------------------------ | ------------------------------- | ----------------- |
| Num                                  | Coureur                         | Pos               |
| 61                                   | Jan Bárta (CZE) (Clm)           | 65e               |
| 62                                   | Cesare Benedetti (ITA)          | 119e              |
| 63                                   | Sam Bennett (IRL)               | 159e              |
| 64                                   | Emanuel Buchmann (GER)* (Route) | 66e               |
| 65                                   | Patrick Konrad (AUT)*           | 43e               |
| 66                                   | Dominik Nerz (GER)              | 45e               |
| 67                                   | Rüdiger Selig (GER)             | 131e              |
| 68                                   | Paul Voss (GER)                 | 33e               |
| Directeur sportif : Enrico Poitschke |                                 |                   |

| Caja Rural-Seguros RGA CJR                | Caja Rural-Seguros RGA CJR | Caja Rural-Seguros RGA CJR |
| ----------------------------------------- | -------------------------- | -------------------------- |
| Num                                       | Coureur                    | Pos                        |
| 71                                        | Ángel Madrazo (ESP)        | 68e                        |
| 72                                        | Peio Bilbao (ESP)          | 88e                        |
| 73                                        | Domingos Gonçalves (POR)   | 129e                       |
| 74                                        | José Gonçalves (POR)       | 37e                        |
| 75                                        | Lluís Mas (ESP)            | 73e                        |
| 76                                        | Sergio Pardilla (ESP)      | 82e                        |
| 77                                        | Jaime Rosón (ESP)*         | 42e                        |
| 78                                        | Ricardo Vilela (POR)       | 157e                       |
| Directeur sportif : José Miguel Fernández |                            |                            |

| Cannondale CPT                     | Cannondale CPT                   | Cannondale CPT |
| ---------------------------------- | -------------------------------- | -------------- |
| Num                                | Coureur                          | Pos            |
| 81                                 | Rigoberto Urán (COL)             | 49e            |
| 82                                 | Jack Bauer (NZL)                 | 55e            |
| 83                                 | Simon Clarke (AUS)               | 41e            |
| 84                                 | Davide Formolo (ITA)*            | 47e            |
| 85                                 | Kristjan Koren (SLO)             | 105e           |
| 86                                 | Sebastian Langeveld (NED)        | 91e            |
| 87                                 | Ramūnas Navardauskas (LTU) (Clm) | 169e           |
| 88                                 | Davide Villella (ITA)*           | 117e           |
| Directeur sportif : Fabrizio Guidi |                                  |                |

| CCC Sprandi Polkowice CCC         | CCC Sprandi Polkowice CCC          | CCC Sprandi Polkowice CCC |
| --------------------------------- | ---------------------------------- | ------------------------- |
| Num                               | Coureur                            | Pos                       |
| 91                                | Davide Rebellin (ITA)              | 26e                       |
| 92                                | Víctor de la Parte (ESP)           | 53e                       |
| 93                                | Adrian Honkisz (POL)               | 143e                      |
| 94                                | Jarosław Marycz (POL)              | 125e                      |
| 95                                | Nikolay Mihaylov (BUL) (Route/Clm) | 124e                      |
| 96                                | Łukasz Owsian (POL)                | NP-3                      |
| 97                                | Leszek Pluciński (POL)             | 63e                       |
| 98                                | Simone Ponzi (ITA)                 | 67e                       |
| Directeur sportif : Piotr Wadecki |                                    |                           |

| Dimension Data DDD                | Dimension Data DDD                     | Dimension Data DDD |
| --------------------------------- | -------------------------------------- | ------------------ |
| Num                               | Coureur                                | Pos                |
| 101                               | Edvald Boasson Hagen (NOR) (Route/Clm) | 17e                |
| 102                               | Natnael Berhane (ERI)* (Route)         | 35e                |
| 103                               | Mark Cavendish (GBR)                   | 168e               |
| 104                               | Steve Cummings (GBR)                   | 96e                |
| 105                               | Reinardt Janse van Rensburg (RSA)      | 113e               |
| 106                               | Mark Renshaw (AUS)                     | HD-7               |
| 107                               | Kristian Sbaragli (ITA)                | 103e               |
| 108                               | Kanstantsin Siutsou (BLR)              | 77e                |
| Directeur sportif : Roger Hammond |                                        |                    |

| Etixx-Quick Step # EQS             | Etixx-Quick Step # EQS         | Etixx-Quick Step # EQS |
| ---------------------------------- | ------------------------------ | ---------------------- |
| Num                                | Coureur                        | Pos                    |
| 111                                | Tony Martin (GER) (Clm)        | 116e                   |
| 112                                | Gianluca Brambilla (ITA)       | 12e                    |
| 113                                | Fernando Gaviria (COL)*        | 59e                    |
| 114                                | Bob Jungels (LUX)* (Route/Clm) | 3e                     |
| 115                                | Yves Lampaert (BEL)*           | 164e                   |
| 116                                | Zdeněk Štybar (CZE)            | 7e                     |
| 117                                | Matteo Trentin (ITA)           | 34e                    |
| 118                                | Julien Vermote (BEL)           | 133e                   |
| Directeur sportif : Davide Bramati |                                |                        |

| FDJ                             | FDJ                         | FDJ  |
| ------------------------------- | --------------------------- | ---- |
| Num                             | Coureur                     | Pos  |
| 121                             | Thibaut Pinot (FRA)         | 5e   |
| 122                             | William Bonnet (FRA)        | 135e |
| 123                             | Alexandre Geniez (FRA)      | 51e  |
| 124                             | Matthieu Ladagnous (FRA)    | 84e  |
| 125                             | Johan Le Bon (FRA)          | 149e |
| 126                             | Steve Morabito (SUI)        | 98e  |
| 127                             | Sébastien Reichenbach (SUI) | 4e   |
| 128                             | Anthony Roux (FRA)          | 128e |
| Directeur sportif : Yvon Madiot |                             |      |

| IAM                                 | IAM                               | IAM  |
| ----------------------------------- | --------------------------------- | ---- |
| Num                                 | Coureur                           | Pos  |
| 131                                 | Heinrich Haussler (AUS)           | 36e  |
| 132                                 | Stef Clement (NED)                | 76e  |
| 133                                 | Mathias Frank (SUI)               | 50e  |
| 134                                 | Reto Hollenstein (SUI)            | 29e  |
| 135                                 | Leigh Howard (AUS)                | 123e |
| 136                                 | Roger Kluge (GER)                 | 139e |
| 137                                 | Jarlinson Pantano (COL)           | 28e  |
| 138                                 | Aleksejs Saramotins (LAT) (Route) | 127e |
| Directeur sportif : Kjell Carlström |                                   |      |

| Lampre-Merida LAM                 | Lampre-Merida LAM        | Lampre-Merida LAM |
| --------------------------------- | ------------------------ | ----------------- |
| Num                               | Coureur                  | Pos               |
| 141                               | Diego Ulissi (ITA)       | 27e               |
| 142                               | Valerio Conti (ITA)*     | 120e              |
| 143                               | Mattia Cattaneo (ITA)    | 153e              |
| 144                               | Roberto Ferrari (ITA)    | 132e              |
| 145                               | Sacha Modolo (ITA)       | 74e               |
| 146                               | Manuele Mori (ITA)       | 121e              |
| 147                               | Przemysław Niemiec (POL) | 112e              |
| 148                               | Federico Zurlo (ITA)*    | 150e              |
| Directeur sportif : Orlando Maini |                          |                   |

| Lotto-Soudal LTS                | Lotto-Soudal LTS                | Lotto-Soudal LTS |
| ------------------------------- | ------------------------------- | ---------------- |
| Num                             | Coureur                         | Pos              |
| 151                             | Jens Debusschere (BEL)          | NP-7             |
| 152                             | Tiesj Benoot (BEL)*             | 61e              |
| 153                             | Bart De Clercq (BEL)            | 72e              |
| 154                             | Pim Ligthart (NED)              | 54e              |
| 155                             | Tomasz Marczyński (POL) (Route) | 69e              |
| 156                             | Maxime Monfort (BEL)            | 22e              |
| 157                             | Jürgen Roelandts (BEL)          | 64e              |
| 158                             | Rafael Valls (ESP)              | 89e              |
| Directeur sportif : Bart Leysen |                                 |                  |

| Movistar MOV                                   | Movistar MOV                     | Movistar MOV |
| ---------------------------------------------- | -------------------------------- | ------------ |
| Num                                            | Coureur                          | Pos          |
| 161                                            | Alejandro Valverde (ESP) (Route) | 18e          |
| 162                                            | Andrey Amador (CRC)              | 87e          |
| 163                                            | Alex Dowsett (GBR) (Clm)         | 148e         |
| 164                                            | Daniel Moreno (ESP)              | 16e          |
| 165                                            | Nélson Oliveira (POR) (Clm)      | 40e          |
| 166                                            | Rory Sutherland (AUS)            | 163e         |
| 167                                            | Jasha Sütterlin (GER)*           | 118e         |
| 168                                            | Giovanni Visconti (ITA)          | 23e          |
| Directeur sportif : José Vicente García Acosta |                                  |              |

| Orica-GreenEDGE OGE               | Orica-GreenEDGE OGE                 | Orica-GreenEDGE OGE |
| --------------------------------- | ----------------------------------- | ------------------- |
| Num                               | Coureur                             | Pos                 |
| 171                               | Esteban Chaves (COL)                | 20e                 |
| 172                               | Luke Durbridge (AUS)*               | 130e                |
| 173                               | Caleb Ewan (AUS)*                   | 158e                |
| 174                               | Christopher Juul Jensen (DEN) (Clm) | 142e                |
| 175                               | Jens Keukeleire (BEL)               | 106e                |
| 176                               | Luka Mezgec (SLO)                   | 145e                |
| 177                               | Svein Tuft (CAN)                    | 172e                |
| 178                               | Adam Yates (GBR)*                   | 19e                 |
| Directeur sportif : Matthew White |                                     |                     |

| Giant-Alpecin TGA             | Giant-Alpecin TGA           | Giant-Alpecin TGA |
| ----------------------------- | --------------------------- | ----------------- |
| Num                           | Coureur                     | Pos               |
| 181                           | Søren Kragh Andersen (DEN)* | 78e               |
| 182                           | Nikias Arndt (GER)*         | 75e               |
| 183                           | Bert De Backer (BEL)        | NP-2              |
| 184                           | Carter Jones (USA)          | 146e              |
| 185                           | Ramon Sinkeldam (NED)       | 141e              |
| 186                           | Tom Stamsnijder (NED)       | 107e              |
| 187                           | Albert Timmer (NED)         | 165e              |
| 188                           | Zico Waeytens (BEL)*        | 99e               |
| Directeur sportif : Marc Reef |                             |                   |

| Katusha KAT                      | Katusha KAT                       | Katusha KAT |
| -------------------------------- | --------------------------------- | ----------- |
| Num                              | Coureur                           | Pos         |
| 191                              | Joaquim Rodríguez (ESP)           | 80e         |
| 192                              | Maxim Belkov (RUS)                | 115e        |
| 193                              | Sergey Chernetskiy (RUS)          | 46e         |
| 194                              | Marco Haller (AUT)* (Route)       | 126e        |
| 195                              | Alberto Losada (ESP)              | NP-3        |
| 196                              | Tiago Machado (POR)               | 31e         |
| 197                              | Jurgen Van den Broeck (BEL) (Clm) | NP-2        |
| 198                              | Ángel Vicioso (ESP)               | 90e         |
| Directeur sportif : José Azevedo |                                   |             |

| Lotto NL-Jumbo TLJ            | Lotto NL-Jumbo TLJ       | Lotto NL-Jumbo TLJ |
| ----------------------------- | ------------------------ | ------------------ |
| Num                           | Coureur                  | Pos                |
| 201                           | Enrico Battaglin (ITA)   | 93e                |
| 202                           | Moreno Hofland (NED)*    | 81e                |
| 203                           | Tom Leezer (NED)         | 111e               |
| 204                           | Primož Roglič (SLO)      | 52e                |
| 205                           | Timo Roosen (NED)*       | 85e                |
| 206                           | Mike Teunissen (NED)*    | 79e                |
| 207                           | Maarten Tjallingii (NED) | 134e               |
| 208                           | Tom Van Asbroeck (BEL)   | 94e                |
| Directeur sportif : Jan Boven |                          |                    |

| Sky SKY                         | Sky SKY                      | Sky SKY |
| ------------------------------- | ---------------------------- | ------- |
| Num                             | Coureur                      | Pos     |
| 211                             | Michał Gołaś (POL)           | 92e     |
| 212                             | Peter Kennaugh (GBR) (Route) | 15e     |
| 213                             | Vasil Kiryienka (BLR) (Clm)  | 95e     |
| 214                             | Lars Petter Nordhaug (NOR)   | AB-6    |
| 215                             | Michał Kwiatkowski (POL)     | 8e      |
| 216                             | Wout Poels (NED)             | 14e     |
| 217                             | Salvatore Puccio (ITA)       | 20e     |
| 218                             | Elia Viviani (ITA)           | 162e    |
| Directeur sportif : Dario Cioni |                              |         |

| Trek-Segafredo TFS             | Trek-Segafredo TFS      | Trek-Segafredo TFS |
| ------------------------------ | ----------------------- | ------------------ |
| Num                            | Coureur                 | Pos                |
| 221                            | Bauke Mollema (NED)     | 9e                 |
| 222                            | Stijn Devolder (BEL)    | 137e               |
| 223                            | Fabian Cancellara (SUI) | 60e                |
| 224                            | Marco Coledan (ITA)     | 147e               |
| 225                            | Markel Irizar (ESP)     | 83e                |
| 226                            | Giacomo Nizzolo (ITA)   | NP-6               |
| 227                            | Yaroslav Popovych (UKR) | 109e               |
| 228                            | Jasper Stuyven (BEL)*   | 57e                |
| Directeur sportif : Dirk Demol |                         |                    |